# Свободный обмен
"Свободный обмен" (фр. Libre échange) - комедийный фильм французского режиссера Сержа Гискуира. Премьерный показ состоялся во Франции и Бельгии 20 декабря 2010 года. 

## Сюжет
Примерная жена и домохозяйка Жослин после размолвки с мужем оказывается на улице, где встречается с элитной проституткой Март. В силу чувства долга Жослин довольно быстро вступает на путь оказания платных сексуальных услуг и пользуется большим успехом среди клиентов Март, потрясенных непосредственностью Жослин. Карл, брат Март, заинтересован в использовании Жослин для организации сексуального скандала и шантажа известного политика Минара. Март поначалу сопротивляется этому плану, но события стихийно развиваются таким образом, что подруги вовлекаются в круг криминальных приключений.

## Актёрский состав
- Жюли Депардьё - Жослин
- Кароль Буке  - Март
- Серж Гискуир - Карл
- Филипп Маньян - Минар

## Критика
Режиссер Серж Жискьер - перебежчик из французского комедийного сериала где он как актёр второго плана пытался заставить нас смеяться. Он ошибается, почти везде. Его история о домохозяйке, которая играет в роскошную девушку по вызову с известными политиками вместе с карьерной шлюхой на пенсии, звучит фальшиво в интонациях и вульгарно в диалогах. ... Сценарий, следует уточнить, редкой глупости, и крутые повороты последних минут только делают его более маловероятным чем появление в конце клетки с курами на заднем дворе.
Оригинальный текст (фр.)Le réalisateur Serge Gisquière est un transfuge du feuilleton français (comédien dans Sous le solei, ça promet) ; il s’essaie ici à nous faire rire également comme dialoguiste et comme acteur secondaire. Il se trompe, à peu près partout. Son histoire de ménagère qui se retrouve en train de jouer à la call-girl de luxe auprès de notables politiques et aux côtés d’une pute de carrière au bord de la retraite, sonne faux dans le ton et vulgaire dans ses propos....   Le script est, faut-il le préciser, d’une rare bêtise et les rebondissements noirs de dernières minutes ne viennent que rendre plus improbable cette cage aux poules de basse-cour.
— Frédéric Mignard, сайт «aVoir-aLire.com», 2010 год

Режиссёр втягивает нас в историю, которая хочет быть смешной, но ей остро не хватает хорошего сценария. И даже присутствие Кароль Буке и Жюли Депардье не достаточно, чтобы сделать фильм интересным. Некоторые слова и шутки хороши, иногда заставляют улыбаться, всё же не могут убедить, что этот фильм - комедия.
Нельзя отрицать, что фильм без проблем демонстрирует физические активы двух актрис, но что касается их актёрских талантов, режиссёр не смог воспользоваться этим…
Оригинальный текст (фр.)le réalisateur nous embarque dans une histoire qui se veut drôle, mais qui manque cruellement d’un bon scénario. Ainsi même les présences de Carole Bouquet et de Julie Depardieu ne suffisent pas à rendre le film intéressant. Les quelques bons mots et plaisanteries qui font parfois sourire, ne réussissent pourtant pas à convaincre que le film est bien une comédie.

On ne pourra pas nier que le film parvient sans difficultés à mettre en valeur les atouts physiques des deux actrices, quant à leurs talents de comédienne, Serge Gisquière n’a pas su en profiter…
— Abus de ciné, 2010 год